# Infant
Infant nebo ženská podoba infantka (z latinského infans = dítě) je titul, který se udílel ve středověkých královstvích na Pyrenejském poloostrově, tedy v Aragonském, Kastilském, Galicijském, Navarrském, Leonském a Portugalském království. Tento titul se používal pro korunní prince nebo princezny a dostávaly ho často velmi malé děti. Na titul měli nárok, kromě synů nebo dcer krále, ještě vnuci a vnučky v mužské linii a dokonce i děti princezen, pokud byla následnicí trůnu. Nárok měly také ženy následníků a naopak muži následnic na titul ani na další výhody z titulu vyplývající nárok neměli.
Vzhledem k tomu, že k praxi udílení těchto titulů došlo i po sjednocení Španělska, můžeme nalézt v cyklu obrazů od Diega Velázqueze, který maloval španělskou královskou rodinu Filipa II., několik obrazů infantů a infantek, například Infantka Klára Evženie.

## Španělští infanti

Heraldická koruna španělského infanta

Ve španělské královské rodině mají dynastické děti panovníka a následníka trůnu nárok na titul a hodnost infant s oslovením královské Výsosti (infanti rodem). Druhé kategorii infantů může být tento titul udělen královským dekretem (infanti z milosti), ale nosí pouze oslovení Výsosti. Dříve byl titul a hodnost španělského infanta často udělován příbuzným a manželům příbuzných španělských panovníků, ale na rozdíl od těch, kterým byl titul udělen podle výnosu z roku 1987, byly jejich dynastické manželky automaticky infantkami a nositelé titulu měli nárok na oslovení královská Výsost.
Kromě toho některým vzdáleným příbuzným španělských panovníků, obvykle dětem infantů z milosti, byly uděleny „pocty a zacházení“ infantů a infantek, ale nebyl jim udělen titul samotný. Do této kategorie byly zahrnuti děti z druhého manželství infanta Carlose de Borbón-Dos Sicilias s princeznou Luisou Orleánskou, děti z manželství infanta Fernanda de Bavaria y Borbón s infantkou Marií Terezou Španělskou a děti z manželství infanta Alfonsa de Orléans-Borbón s princeznou Beatrix Sasko-Kobursko-Gothajskou (např. princezna Marie Mercedes Bourbonsko-Sicilská, hraběnka z Barcelony; princ Álvaro de Orléans-Borbón, vévoda di Galliera).